# Copa Panamericana de Voleibol Masculino de 2016
La XI Copa Panamericana de Voleibol Masculino se celebró del 21 al 26 de mayo de 2016 en la Ciudad de México con la participación de 7 selecciones nacionales de la NORCECA y 3 de la Confederación Sudamericana de Voleibol.

## Sede
- Gimnasio Olímpico Juan de la Barrera, Ciudad de México

## Equipos
| Argentina                         | Argentina                         | Argentina                                     | Argentina                                     | Argentina                                     | Argentina                                     | Argentina                                     | Argentina                                     |  |
| No.                               | Jugador                           | F. Nac.                                       | Peso                                          | Altura                                        | Remate                                        | Bloqueo                                       | Pos                                           |  |
| --------------------------------- | --------------------------------- | --------------------------------------------- | --------------------------------------------- | --------------------------------------------- | --------------------------------------------- | --------------------------------------------- | --------------------------------------------- |  |
| 1                                 | SANCHEZ, Matias (C)               | 20-Sep-1996                                   | 72                                            | 173                                           | 306                                           | 290                                           | S                                             |  |
| 2                                 | MELGAREJO, Brian                  | 28-Mar-1995                                   | 80                                            | 189                                           | 325                                           | 305                                           | OH                                            |  |
| 3                                 | MARTINEZ, Franchi Jan             | 28-Jan-1998                                   | 85                                            | 190                                           | 333                                           | 316                                           | OH                                            |  |
| 4                                 | FLOREZ, Fabian                    | 25 de mayo de 1991                            | 78                                            | 199                                           |                                               |                                               | MB                                            |  |
| 6                                 | VIEIRA, Edgar                     | 08-Feb-1995                                   | 95                                            | 202                                           | 342                                           | 322                                           | MB                                            |  |
| 8                                 | BITAR, Gaspar                     | 19-Nov-1995                                   | 72                                            | 183                                           | 328                                           | 308                                           | S                                             |  |
| 9                                 | DANANI, Santiago                  | 12-Dec-1995                                   | 76                                            | 176                                           | 318                                           | 300                                           | L                                             |  |
| 10                                | LAZO, Nicolás                     | 16-Apr-1995                                   | 85                                            | 192                                           | 340                                           | 320                                           | OH                                            |  |
| 12                                | LIMA, Bruno                       | 04-Feb-1996                                   | 87                                            | 198                                           | 345                                           | 320                                           | OP                                            |  |
| 16                                | JOHANSEN, German                  | 02-Sep-1995                                   | 79                                            | 200                                           | 354                                           | 333                                           | OP                                            |  |
| 18                                | BENAVIDEZ, Felipe                 | 31-Jan-1997                                   | 83                                            | 192                                           | 330                                           | 302                                           | OH                                            |  |
| 19                                | GALLEGO, Joaquin                  | 21-Nov-1996                                   | 102                                           | 204                                           | 343                                           | 323                                           | MB                                            |  |
|                                   |                                   |                                               |                                               |                                               |                                               |                                               |                                               |  |
| Head Coach: Asst. Coach: Trainer: | Head Coach: Asst. Coach: Trainer: | CAMILO SOTO GONZALO BARREIRO JUAN PEDRO SERET | CAMILO SOTO GONZALO BARREIRO JUAN PEDRO SERET | CAMILO SOTO GONZALO BARREIRO JUAN PEDRO SERET | CAMILO SOTO GONZALO BARREIRO JUAN PEDRO SERET | CAMILO SOTO GONZALO BARREIRO JUAN PEDRO SERET | CAMILO SOTO GONZALO BARREIRO JUAN PEDRO SERET |  |

| Canadá                            | Canadá                            | Canadá                                           | Canadá                                           | Canadá                                           | Canadá                                           | Canadá                                           | Canadá                                           |  |
| No.                               | Jugador                           | F. Nac.                                          | Peso                                             | Altura                                           | Remate                                           | Bloqueo                                          | Pos                                              |  |
| --------------------------------- | --------------------------------- | ------------------------------------------------ | ------------------------------------------------ | ------------------------------------------------ | ------------------------------------------------ | ------------------------------------------------ | ------------------------------------------------ |  |
| 3                                 | McKAY, Joshua Matthew             | 14-Jan-1994                                      | 79                                               | 192                                              | 320                                              | 304                                              | S                                                |  |
| 4                                 | OR, Jordan                        | 18-Jun-1992                                      | 72                                               | 177                                              | 308                                              | 287                                              | L                                                |  |
| 5                                 | GUNTER, Bradley Robert            | 05-Dec-1993                                      | 91                                               | 198                                              | 354                                              | 323                                              | OP                                               |  |
| 6                                 | KNIGHT, Casey                     | 01-Sep-1992                                      | 93                                               | 203                                              | 354                                              | 334                                              | OP                                               |  |
| 7                                 | McLEAN, Braden                    | 22 de mayo de 1991                               | 110                                              | 208                                              | 358                                              | 332                                              | MB                                               |  |
| 11                                | SCHEERHOORN, Blake                | 06-Jan-1995                                      | 90                                               | 202                                              | 359                                              | 342                                              | OH                                               |  |
| 13                                | BARNES, Ryley Brendan             | 11-Oct-1993                                      | 92                                               | 200                                              | 348                                              | 325                                              | OH                                               |  |
| 14                                | BURT, Max                         | 25-Jul-1988                                      | 101                                              | 207                                              | 350                                              | 327                                              | MB                                               |  |
| 16                                | DEROCCO, Jason                    | 19-Sep-1989                                      | 94                                               | 198                                              | 342                                              | 318                                              | OH                                               |  |
| 17                                | WILSON, Marc                      | 10-Dec-1991                                      | 96                                               | 207                                              | 353                                              | 326                                              | MB                                               |  |
| 20                                | MAAR, Stephen Timothy             | 06-Dec-1994                                      | 99                                               | 199                                              | 350                                              | 328                                              | OH                                               |  |
| 23                                | DUQUETTE, Bryan                   | 15-Nov-1991                                      | 80                                               | 191                                              | 325                                              | 310                                              | L                                                |  |
| 24                                | VAN BERKEL, Lucas                 | 29-Nov-1991                                      | 108                                              | 210                                              | 350                                              | 326                                              | MB                                               |  |
| 25                                | WALSH, Brett James (C)            | 19-Feb-1994                                      | 84                                               | 195                                              | 332                                              | 313                                              | S                                                |  |
|                                   |                                   |                                                  |                                                  |                                                  |                                                  |                                                  |                                                  |  |
| Head Coach: Asst. Coach: Trainer: | Head Coach: Asst. Coach: Trainer: | Georges Laplante James Gravelle Jennifer Martins | Georges Laplante James Gravelle Jennifer Martins | Georges Laplante James Gravelle Jennifer Martins | Georges Laplante James Gravelle Jennifer Martins | Georges Laplante James Gravelle Jennifer Martins | Georges Laplante James Gravelle Jennifer Martins |  |

| Chile                             | Chile                             | Chile                                        | Chile                                        | Chile                                        | Chile                                        | Chile                                        | Chile                                        |  |
| No.                               | Jugador                           | F. Nac.                                      | Peso                                         | Altura                                       | Remate                                       | Bloqueo                                      | Pos                                          |  |
| --------------------------------- | --------------------------------- | -------------------------------------------- | -------------------------------------------- | -------------------------------------------- | -------------------------------------------- | -------------------------------------------- | -------------------------------------------- |  |
| 1                                 | GUERRA Uteau, Simon               | 19-Jan-1996                                  | 87                                           | 200                                          | 350                                          | 330                                          | MB                                           |  |
| 2                                 | REYES, Ventura Aaron              | 22-Jul-1986                                  | 75                                           | 179                                          | 300                                          | 290                                          | L                                            |  |
| 3                                 | ARAYA, Gabriel                    | 11-Jun-1995                                  | 90                                           | 197                                          | 345                                          | 310                                          | MB                                           |  |
| 4                                 | T. PARRAGUIRRE, Tomas             | 01-Mar-1991                                  | 111                                          | 197                                          | 335                                          | 315                                          | OP                                           |  |
| 5                                 | M. PARRAGUIRRE, Matias            | 02-Jul-1987                                  | 99                                           | 191                                          | 326                                          | 312                                          | OH                                           |  |
| 6                                 | GRIMALT, Rafael (C)               | 15-Sep-1986                                  | 95                                           | 190                                          | 325                                          | 310                                          | S                                            |  |
| 7                                 | BAEZA, Cristopher                 | 21-Dec-1995                                  | 85                                           | 197                                          | 347                                          | 327                                          | U                                            |  |
| 8                                 | BADER, Dusan                      | 16-Nov-1991                                  | 90                                           | 194                                          | 330                                          | 309                                          | MB                                           |  |
| 9                                 | BONACIC, Dusan                    | 19-Jul-1995                                  | 93                                           | 196                                          | 351                                          | 326                                          | OH                                           |  |
| 11                                | PARRAGUIRRE, Vicente              | 14-Oct-1994                                  | 91                                           | 194                                          | 341                                          | 315                                          | OH                                           |  |
| 14                                | VILLAREAL Soltau, Esteban         | 01-Aug-1997                                  | 83                                           | 193                                          | 325                                          | 305                                          | S                                            |  |
| 15                                | CASTILLO, Sebastian               | 19-Nov-1995                                  | 73                                           | 178                                          | 318                                          | 305                                          | L                                            |  |
| 16                                | DIAZ, Sebastian                   | 25 de mayo de 1999                           | 91                                           | 199                                          | 343                                          | 325                                          | OP                                           |  |
| 19                                | BANDA, Matias                     | 05-Sep-1995                                  | 83                                           | 190                                          | 325                                          | 310                                          | S                                            |  |
|                                   |                                   |                                              |                                              |                                              |                                              |                                              |                                              |  |
| Head Coach: Asst. Coach: Trainer: | Head Coach: Asst. Coach: Trainer: | Daniel Nejamkin Iván Villarreal Esteban Jury | Daniel Nejamkin Iván Villarreal Esteban Jury | Daniel Nejamkin Iván Villarreal Esteban Jury | Daniel Nejamkin Iván Villarreal Esteban Jury | Daniel Nejamkin Iván Villarreal Esteban Jury | Daniel Nejamkin Iván Villarreal Esteban Jury |  |

| Colombia                          | Colombia                          | Colombia                                | Colombia                                | Colombia                                | Colombia                                | Colombia                                | Colombia                                |  |
| No.                               | Jugador                           | F. Nac.                                 | Peso                                    | Altura                                  | Remate                                  | Bloqueo                                 | Pos                                     |  |
| --------------------------------- | --------------------------------- | --------------------------------------- | --------------------------------------- | --------------------------------------- | --------------------------------------- | --------------------------------------- | --------------------------------------- |  |
| 1                                 | JIMENEZ ZAMORA, Ronald Andres     | 09-Jan-1990                             | 95                                      | 201                                     | 360                                     | 340                                     | OP                                      |  |
| 3                                 | MORELOS, Jeyson                   | 20-Aug-1996                             | 78                                      | 190                                     | 345                                     | 330                                     | OH                                      |  |
| 5                                 | HURTADO, Ivan Andres              | 23-Sep-1986                             | 89                                      | 199                                     | 355                                     | 345                                     | OP                                      |  |
| 6                                 | GARCIA, Jose Humberto             | 15 de mayo de 1992                      | 81                                      | 193                                     | 335                                     | 323                                     | L                                       |  |
| 7                                 | PIZA, Andres (C)                  | 08-Mar-1991                             | 93                                      | 202                                     | 202                                     | 330                                     | OH                                      |  |
| 9                                 | MORENO MOSQUERA, Juan Pablo       | 11-Nov-1997                             | 95                                      | 196                                     | 355                                     | 343                                     | OP                                      |  |
| 10                                | POLCHLOPEK, Jose Daniel           | 11-Aug-1995                             | 79                                      | 189                                     | 332                                     | 312                                     | S                                       |  |
| 11                                | MOSQUERA, Carlos                  | 01-Jul-1991                             | 84                                      | 200                                     | 346                                     | 328                                     | MB                                      |  |
| 12                                | PALACIOS, Cristian C.             | 21-Mar-1993                             | 96                                      | 203                                     | 355                                     | 345                                     | MB                                      |  |
| 13                                | AMBUILA, Juan Camilo Jc           | 11-Jun-1992                             | 93                                      | 196                                     | 345                                     | 325                                     | S                                       |  |
| 15                                | LUCUMI, William                   | 02-Jun-1994                             | 86                                      | 200                                     | 352                                     | 337                                     | OH                                      |  |
| 16                                | MENDOZ, Renzo                     | 08-Apr-1994                             | 95                                      | 205                                     | 360                                     | 348                                     | MB                                      |  |
| 18                                | RENTERIA, David                   | 03-Mar-1995                             | 79                                      | 194                                     | 345                                     | 317                                     | OH                                      |  |
| 19                                | RUIZ, Victor V.                   | 18-Oct-1991                             | 70                                      | 175                                     | 315                                     | 300                                     | L                                       |  |
|                                   |                                   |                                         |                                         |                                         |                                         |                                         |                                         |  |
| Head Coach: Asst. Coach: Trainer: | Head Coach: Asst. Coach: Trainer: | Oncken Percy Lovera Cesar Camelo Julian | Oncken Percy Lovera Cesar Camelo Julian | Oncken Percy Lovera Cesar Camelo Julian | Oncken Percy Lovera Cesar Camelo Julian | Oncken Percy Lovera Cesar Camelo Julian | Oncken Percy Lovera Cesar Camelo Julian |  |

| Costa Rica               | Costa Rica                  | Costa Rica                                 | Costa Rica                                 | Costa Rica                                 | Costa Rica                                 | Costa Rica                                 | Costa Rica                                 |  |
| No.                      | Jugador                     | F. Nac.                                    | Peso                                       | Altura                                     | Remate                                     | Bloqueo                                    | Pos                                        |  |
| ------------------------ | --------------------------- | ------------------------------------------ | ------------------------------------------ | ------------------------------------------ | ------------------------------------------ | ------------------------------------------ | ------------------------------------------ |  |
| 1                        | QUESADA PRIETO, Carlos      | 25-Sep-1992                                | 70                                         | 181                                        | 325                                        | 310                                        | S                                          |  |
| 3                        | ACUNA CAMPOS, Jose Pablo    | 11-Oct-1988                                | 62                                         | 178                                        | 305                                        | 299                                        | L                                          |  |
| 4                        | BLANCO SEGNINI, Alberto     | 14-Jul-1993                                | 86                                         | 186                                        | 320                                        | 310                                        | OH                                         |  |
| 7                        | ARAYA URBINA, Esteban (C)   | 01-Jul-1985                                | 82                                         | 185                                        | 325                                        | 315                                        | OP                                         |  |
| 9                        | GOMEZ LOPEZ, Cesar          | 30-Jan-1996                                | 90                                         | 190                                        | 332                                        | 320                                        | OP                                         |  |
| 10                       | ALVAREZ LOPEZ, Javier       | 09-Mar-1993                                | 90                                         | 194                                        | 338                                        | 337                                        | MB                                         |  |
| 12                       | ARAYA URBINA, Andres        | 07-Oct-1995                                | 80                                         | 180                                        | 312                                        | 300                                        | S                                          |  |
| 13                       | RODRIGUEZ NARANJO, Hugo     | 18-Aug-1989                                | 87                                         | 193                                        | 339                                        | 328                                        | MB                                         |  |
| 19                       | FLORES GARITA, Andres       | 03-Nov-1993                                | 77                                         | 179                                        | 298                                        | 290                                        | L                                          |  |
| 22                       | ALVAREZ LOPEZ, Julio        | 19-Aug-1990                                | 85                                         | 190                                        | 320                                        | 311                                        | OH                                         |  |
| 23                       | LOPEZ CAMACHO, Luis Antonio | 17-Oct-1993                                | 83                                         | 192                                        | 328                                        | 314                                        | MB                                         |  |
| 25                       | ARIAS OBREGON, Cristopher   | 11-Jun-1993                                | 81                                         | 186                                        | 318                                        | 309                                        | OH                                         |  |
|                          |                             |                                            |                                            |                                            |                                            |                                            |                                            |  |
| Head Coach: Asst. Coach: | Head Coach: Asst. Coach:    | Cesar Salas Salazar Álvaro Fonseca Pacheco | Cesar Salas Salazar Álvaro Fonseca Pacheco | Cesar Salas Salazar Álvaro Fonseca Pacheco | Cesar Salas Salazar Álvaro Fonseca Pacheco | Cesar Salas Salazar Álvaro Fonseca Pacheco | Cesar Salas Salazar Álvaro Fonseca Pacheco |  |

| Cuba                             | Cuba                               | Cuba                                                                               | Cuba                                                                               | Cuba                                                                               | Cuba                                                                               | Cuba                                                                               | Cuba                                                                               |  |
| No.                              | Jugador                            | F. Nac.                                                                            | Peso                                                                               | Altura                                                                             | Remate                                                                             | Bloqueo                                                                            | Pos                                                                                |  |
| -------------------------------- | ---------------------------------- | ---------------------------------------------------------------------------------- | ---------------------------------------------------------------------------------- | ---------------------------------------------------------------------------------- | ---------------------------------------------------------------------------------- | ---------------------------------------------------------------------------------- | ---------------------------------------------------------------------------------- |  |
| 3                                | Calvo Manzano Ricardo Norberto (C) | 02-Oct-1996                                                                        | 74                                                                                 | 193                                                                                | 343                                                                                | 334                                                                                | S                                                                                  |  |
| 6                                | Rendon González Osniel Cecilio     | 26-Oct-1996                                                                        | 90                                                                                 | 202                                                                                | 350                                                                                | 340                                                                                | OP                                                                                 |  |
| 7                                | García Álvarez Yonder Roman        | 26-Feb-1993                                                                        | 78                                                                                 | 183                                                                                | 325                                                                                | 320                                                                                | L                                                                                  |  |
| 9                                | Osoria Rodríguez Livan             | 05-Feb-1994                                                                        | 96                                                                                 | 201                                                                                | 345                                                                                | 325                                                                                | MB                                                                                 |  |
| 10                               | Ferrer Delis Darienn               | 31-Oct-1982                                                                        | 90                                                                                 | 202                                                                                | 350                                                                                | 348                                                                                | MB                                                                                 |  |
| 12                               | Alfonso Gavilán Abrahan            | 23-Feb-1995                                                                        | 72                                                                                 | 197                                                                                | 343                                                                                | 320                                                                                | OH                                                                                 |  |
| 13                               | Rivera Sánchez Mario Luis          | 26-Oct-1982                                                                        | 92                                                                                 | 180                                                                                | 343                                                                                | 323                                                                                | OH                                                                                 |  |
| 15                               | Albo Miranda Dariel                | 17-Jan-1992                                                                        | 82                                                                                 | 201                                                                                | 343                                                                                | 316                                                                                | OP                                                                                 |  |
| 16                               | Sosa Sierra Luis Tomas             | 18 de mayo de 1995                                                                 | 76                                                                                 | 196                                                                                | 345                                                                                | 320                                                                                | MB                                                                                 |  |
| 19                               | Concepción Rojas Javier Octavio    | 27-Dec-1997                                                                        | 84                                                                                 | 200                                                                                | 356                                                                                | 350                                                                                | MB                                                                                 |  |
| 21                               | Goide Arredondo Adrian Eduardo     | 26-Jun-1998                                                                        | 80                                                                                 | 191                                                                                | 344                                                                                | 340                                                                                | S                                                                                  |  |
| 22                               | Melgarejo Hernández Osniel Lazaro  | 18-Dec-1997                                                                        | 83                                                                                 | 195                                                                                | 345                                                                                | 320                                                                                | OH                                                                                 |  |
|                                  |                                    |                                                                                    |                                                                                    |                                                                                    |                                                                                    |                                                                                    |                                                                                    |  |
| Head Coach: Asst. Coach: Doctor: | Head Coach: Asst. Coach: Doctor:   | Rodolfo Luis Sánchez Sánchez Pavel Noel Pimienta Allen Antonio Jose Iznaga Dapresa | Rodolfo Luis Sánchez Sánchez Pavel Noel Pimienta Allen Antonio Jose Iznaga Dapresa | Rodolfo Luis Sánchez Sánchez Pavel Noel Pimienta Allen Antonio Jose Iznaga Dapresa | Rodolfo Luis Sánchez Sánchez Pavel Noel Pimienta Allen Antonio Jose Iznaga Dapresa | Rodolfo Luis Sánchez Sánchez Pavel Noel Pimienta Allen Antonio Jose Iznaga Dapresa | Rodolfo Luis Sánchez Sánchez Pavel Noel Pimienta Allen Antonio Jose Iznaga Dapresa |  |

| República Dominicana     | República Dominicana                 | República Dominicana       | República Dominicana       | República Dominicana       | República Dominicana       | República Dominicana       | República Dominicana       |  |
| No.                      | Jugador                              | F. Nac.                    | Peso                       | Altura                     | Remate                     | Bloqueo                    | Pos                        |  |
| ------------------------ | ------------------------------------ | -------------------------- | -------------------------- | -------------------------- | -------------------------- | -------------------------- | -------------------------- |  |
| 1                        | Tapia Santana Henry Omar             | 01-Mar-1992                | 85                         | 192                        | 345                        | 335                        | OP                         |  |
| 2                        | Alcantara Cabulla Cesar Junior       | 15-Nov-1990                | 78                         | 193                        | 332                        | 321                        | S                          |  |
| 4                        | Hernández Wilfrido (C)               | 08-Dec-1990                | 89                         | 195                        | 360                        | 350                        | MB                         |  |
| 5                        | MIESES FELIZ Enger Miguel            | 01-Dec-1995                | 65                         | 171                        | 224                        | 214                        | L                          |  |
| 7                        | Frías Tavares Mario Emilio           | 20-Aug-1994                | 75                         | 198                        | 337                        | 327                        | MB                         |  |
| 8                        | López Capellán Henry Antonio         | 09-Dec-1994                | 71                         | 185                        | 245                        | 235                        | OH                         |  |
| 9                        | García Pedro Luis                    | 27-Nov-1990                | 86                         | 187                        | 350                        | 340                        | OP                         |  |
| 12                       | Arredondo Severino Francisco Argelis | 01-Oct-1996                | 69                         | 187                        | 333                        | 323                        | S                          |  |
| 13                       | Mercedes Cruz Jonathan               | 18-Aug-1989                | 85                         | 187                        | 345                        | 318                        | OH                         |  |
| 14                       | Romero Pérez Felix Miguel            | 2 de mayo de 1995          | 72                         | 191                        | 252                        | 249                        | MB                         |  |
| 16                       | Diaz Cruz Cesar Alberto              | 10-Oct-1995                | 80                         | 184                        | 241                        | 231                        | OH                         |  |
| 18                       | Rodríguez Gómez Luis Rafael          | OP 17-Nov-1995             | 79                         | 182                        | 240                        | 230                        | OP                         |  |
|                          |                                      |                            |                            |                            |                            |                            |                            |  |
| Head Coach: Asst. Coach: | Head Coach: Asst. Coach:             | Loren Rodríguez Jose Mañon | Loren Rodríguez Jose Mañon | Loren Rodríguez Jose Mañon | Loren Rodríguez Jose Mañon | Loren Rodríguez Jose Mañon | Loren Rodríguez Jose Mañon |  |

| Honduras                 | Honduras                    | Honduras                                 | Honduras                                 | Honduras                                 | Honduras                                 | Honduras                                 | Honduras                                 |  |
| No.                      | Jugador                     | F. Nac.                                  | Peso                                     | Altura                                   | Remate                                   | Bloqueo                                  | Pos                                      |  |
| ------------------------ | --------------------------- | ---------------------------------------- | ---------------------------------------- | ---------------------------------------- | ---------------------------------------- | ---------------------------------------- | ---------------------------------------- |  |
| 1                        | MARADIAG AVILA, Cristóbal   | 05-Nov-1994                              | 64                                       | 173                                      | 325                                      | 312                                      | S                                        |  |
| 2                        | MEMBRENO VALLADARES, Luis   | 19-Apr-1987                              | 70                                       | 179                                      | 320                                      | 308                                      | S                                        |  |
| 3                        | WATLER BROWN, Ornello       | 26-Feb-1995                              | 85                                       | 198                                      | 350                                      | 330                                      | MB                                       |  |
| 5                        | ALLEY FLORES, Frank         | 22-Dec-1993                              | 73                                       | 190                                      | 348                                      | 325                                      | OH                                       |  |
| 6                        | MATAMOROS MELARA, Luis      | 15-Apr-1988                              | 90                                       | 189                                      | 347                                      | 326                                      | MB                                       |  |
| 7                        | LOPEZ ZELAYA, Wilfredo      | 01-Sep-1987                              | 87                                       | 198                                      | 355                                      | 333                                      | OP                                       |  |
| 8                        | SALGADO, Luis (C)           | 19-Jan-1981                              | 108                                      | 198                                      | 332                                      | 335                                      | OH                                       |  |
| 9                        | CALLEJA CALIX, Julio        | 26-Aug-1987                              | 75                                       | 173                                      | 289                                      | 250                                      | L                                        |  |
| 10                       | RIVERA MURILLO, Jorge       | 13-Aug-1991                              | 108                                      | 193                                      | 325                                      | 312                                      | OP                                       |  |
| 13                       | MOREIRA ZELAYA, German      | 16-Jul-1996                              | 96                                       | 194                                      | 330                                      | 315                                      | OH                                       |  |
| 15                       | CAMBELL CAMBELL, Winston    | 18-Aug-1991                              | 95                                       | 191                                      | 351                                      | 331                                      | MB                                       |  |
| 16                       | ULLOA MOLINA, Marvin Andres | 16-Aug-1991                              | 91                                       | 182                                      | 320                                      | 310                                      | OH                                       |  |
|                          |                             |                                          |                                          |                                          |                                          |                                          |                                          |  |
| Head Coach: Asst. Coach: | Head Coach: Asst. Coach:    | Marvin Ulloa Baez Oscar Bustillo Ramírez | Marvin Ulloa Baez Oscar Bustillo Ramírez | Marvin Ulloa Baez Oscar Bustillo Ramírez | Marvin Ulloa Baez Oscar Bustillo Ramírez | Marvin Ulloa Baez Oscar Bustillo Ramírez | Marvin Ulloa Baez Oscar Bustillo Ramírez |  |

| México                            | México                            | México                                                                                | México                                                                                | México                                                                                | México                                                                                | México                                                                                | México                                                                                |  |
| No.                               | Jugador                           | F. Nac.                                                                               | Peso                                                                                  | Altura                                                                                | Remate                                                                                | Bloqueo                                                                               | Pos                                                                                   |  |
| --------------------------------- | --------------------------------- | ------------------------------------------------------------------------------------- | ------------------------------------------------------------------------------------- | ------------------------------------------------------------------------------------- | ------------------------------------------------------------------------------------- | ------------------------------------------------------------------------------------- | ------------------------------------------------------------------------------------- |  |
| 1                                 | VARGAS, Daniel                    | 01-Sep-1986                                                                           | 94                                                                                    | 197                                                                                   | 340                                                                                   | 330                                                                                   | OP                                                                                    |  |
| 2                                 | MARQUEZ RAMIREZ, Iván Arturo      | 02-Jan-1992                                                                           | 79                                                                                    | 195                                                                                   | 312                                                                                   | 292                                                                                   | MB                                                                                    |  |
| 4                                 | RUIZ DE LA CRUZ, Gonzalo          | 28-Apr-1988                                                                           | 87                                                                                    | 186                                                                                   | 345                                                                                   | 325                                                                                   | OH                                                                                    |  |
| 5                                 | RANGEL, Jesus                     | 20-Sep-1980                                                                           | 82                                                                                    | 190                                                                                   | 337                                                                                   | 330                                                                                   | L                                                                                     |  |
| 6                                 | PERALES, Jesus Alberto            | 22-Dec-1993                                                                           | 88                                                                                    | 197                                                                                   | 328                                                                                   | 304                                                                                   | S                                                                                     |  |
| 7                                 | QUIÑONES, Jorge                   | 13-Nov-1981                                                                           | 80                                                                                    | 186                                                                                   | 330                                                                                   | 325                                                                                   | OH                                                                                    |  |
| 10                                | RANGEL, Pedro (C)                 | 16-Sep-1988                                                                           | 85                                                                                    | 192                                                                                   | 340                                                                                   | 324                                                                                   | S                                                                                     |  |
| 11                                | BARAJAS, Jorge                    | 7 de mayo de 1991                                                                     | 80                                                                                    | 188                                                                                   | 320                                                                                   | 317                                                                                   | OH                                                                                    |  |
| 13                                | CORDOVA, Samuel                   | 13-Mar-1989                                                                           | 89                                                                                    | 200                                                                                   | 353                                                                                   | 335                                                                                   | MB                                                                                    |  |
| 14                                | AGUILERA, Tomas                   | 15-Nov-1988                                                                           | 95                                                                                    | 202                                                                                   | 350                                                                                   | 340                                                                                   | MB                                                                                    |  |
| 17                                | ORELLANA, Nestor                  | 07-Jan-1992                                                                           | 84                                                                                    | 192                                                                                   | 332                                                                                   | 327                                                                                   | OP                                                                                    |  |
| 19                                | MENDOZA, PERDOMO, José Roberto    | 31 de mayo de 1993                                                                    | 71                                                                                    | 170                                                                                   | 290                                                                                   | 265                                                                                   | L                                                                                     |  |
| 20                                | DUARTE, Julian                    | 19-Jun-1994                                                                           | 98                                                                                    | 200                                                                                   | 321                                                                                   | 302                                                                                   | OH                                                                                    |  |
| 21                                | MARTINEZ, Jose                    | 23-Jan-1993                                                                           | 100                                                                                   | 200                                                                                   | 345                                                                                   | 334                                                                                   | MB                                                                                    |  |
|                                   |                                   |                                                                                       |                                                                                       |                                                                                       |                                                                                       |                                                                                       |                                                                                       |  |
| Head Coach: Asst. Coach: Trainer: | Head Coach: Asst. Coach: Trainer: | AZAIR LOPEZ, Jorge Miguel CONTRERAS GAMEZ, Gerardo Iván HERNANDEZ RANGEL, Sergio Iván | AZAIR LOPEZ, Jorge Miguel CONTRERAS GAMEZ, Gerardo Iván HERNANDEZ RANGEL, Sergio Iván | AZAIR LOPEZ, Jorge Miguel CONTRERAS GAMEZ, Gerardo Iván HERNANDEZ RANGEL, Sergio Iván | AZAIR LOPEZ, Jorge Miguel CONTRERAS GAMEZ, Gerardo Iván HERNANDEZ RANGEL, Sergio Iván | AZAIR LOPEZ, Jorge Miguel CONTRERAS GAMEZ, Gerardo Iván HERNANDEZ RANGEL, Sergio Iván | AZAIR LOPEZ, Jorge Miguel CONTRERAS GAMEZ, Gerardo Iván HERNANDEZ RANGEL, Sergio Iván |  |

| Estados Unidos                    | Estados Unidos                    | Estados Unidos                                | Estados Unidos                                | Estados Unidos                                | Estados Unidos                                | Estados Unidos                                | Estados Unidos                                |  |
| No.                               | Jugador                           | F. Nac.                                       | Peso                                          | Altura                                        | Remate                                        | Bloqueo                                       | Pos                                           |  |
| --------------------------------- | --------------------------------- | --------------------------------------------- | --------------------------------------------- | --------------------------------------------- | --------------------------------------------- | --------------------------------------------- | --------------------------------------------- |  |
| 1                                 | Langlois Jake                     | 14 de mayo de 1992                            | 93                                            | 208                                           | 365                                           | 355                                           | OH                                            |  |
| 2                                 | Petty Gregory                     | 05-Jun-1993                                   | 95                                            | 198                                           | 351                                           | 320                                           | OH                                            |  |
| 3                                 | Sander Brenden                    | 22-Dec-1995                                   | 78                                            | 193                                           | 358                                           | 337                                           | OH                                            |  |
| 4                                 | Taylor Joshua                     | 28 de mayo de 1992                            | 95                                            | 205                                           | 360                                           | 350                                           | OH                                            |  |
| 9                                 | Tuaniga Joshua                    | 18-Mar-1997                                   | 104                                           | 191                                           | 305                                           | 292                                           | S                                             |  |
| 10                                | Hutz Peter                        | 01-Jun-1994                                   | 86                                            | 193                                           | 340                                           | 325                                           | S                                             |  |
| 12                                | Johnson Kristopher                | 30-Mar-1990                                   | 94                                            | 211                                           | 361                                           | 330                                           | MB                                            |  |
| 15                                | Clark Carson (C)                  | 20-Jan-1989                                   | 93                                            | 205                                           | 365                                           | 360                                           | OP                                            |  |
| 17                                | Jendryk Ii Jeffrey                | 15-Sep-1995                                   | 89                                            | 208                                           | 353                                           | 345                                           | MB                                            |  |
| 19                                | Averill Taylor                    | 05-Mar-1992                                   | 94                                            | 201                                           | 370                                           | 330                                           | MB                                            |  |
| 23                                | Defalco Torey                     | 10-Apr-1997                                   | 86                                            | 196                                           | 348                                           | 335                                           | OH                                            |  |
| 24                                | Brinkley Michael                  | 15-Oct-1992                                   | 68                                            | 178                                           | 305                                           | 300                                           | L                                             |  |
|                                   |                                   |                                               |                                               |                                               |                                               |                                               |                                               |  |
| Head Coach: Asst. Coach: Trainer: | Head Coach: Asst. Coach: Trainer: | Larsen, Ronald Zakarian, Armen Sung, Jonathan | Larsen, Ronald Zakarian, Armen Sung, Jonathan | Larsen, Ronald Zakarian, Armen Sung, Jonathan | Larsen, Ronald Zakarian, Armen Sung, Jonathan | Larsen, Ronald Zakarian, Armen Sung, Jonathan | Larsen, Ronald Zakarian, Armen Sung, Jonathan |  |

Nota sobre la nomenclatura de las posiciones: (S)=Acomodador, (MB)=Centro, (OH)=Banda y/u opuesto, (L)=Libero.

## Grupos
| Grupo A              | Grupo B    | Grupo C   |
| -------------------- | ---------- | --------- |
| Estados Unidos       | Canadá     | México    |
| Chile                | Costa Rica | Argentina |
| República Dominicana | Cuba       | Colombia  |
|                      |            | Honduras  |

## Primera fase
Se formaron 3 grupos, 2 con tres equipos (Grupo A y B) y 1 grupo con 4 equipos (Grupo C). El primer lugar del grupo A y el primero del Grupo B pasan directo a Semifinales. Primer y segundo lugar del grupo C jugarán cuartos de final con los segunods lugares de los grupos A y B. Terceros lugares y el cuarto del grupo C jugaran por la clasificación del quinto al octavo lugar. 

### Fase preliminar
– Clasificados a las semifinales. 
     – Clasificados a los cuartos de final.
     – Pasan a disputar la clasificación del 7.° al 10.° lugar.

### Grupo A

#### Resultados

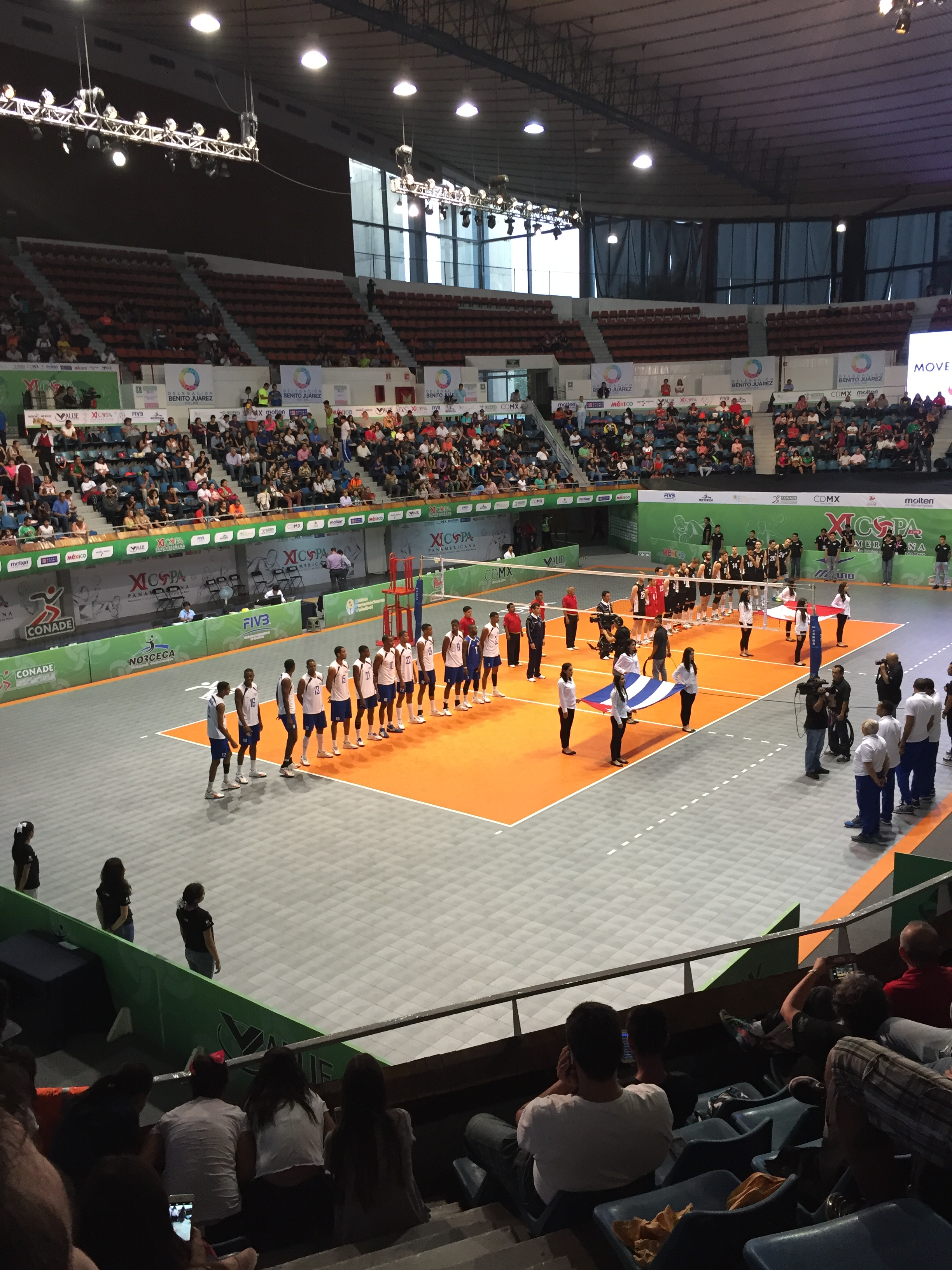
Juego Canadá vs Cuba de la XI Copa Panamericana de Voleibol Varonil

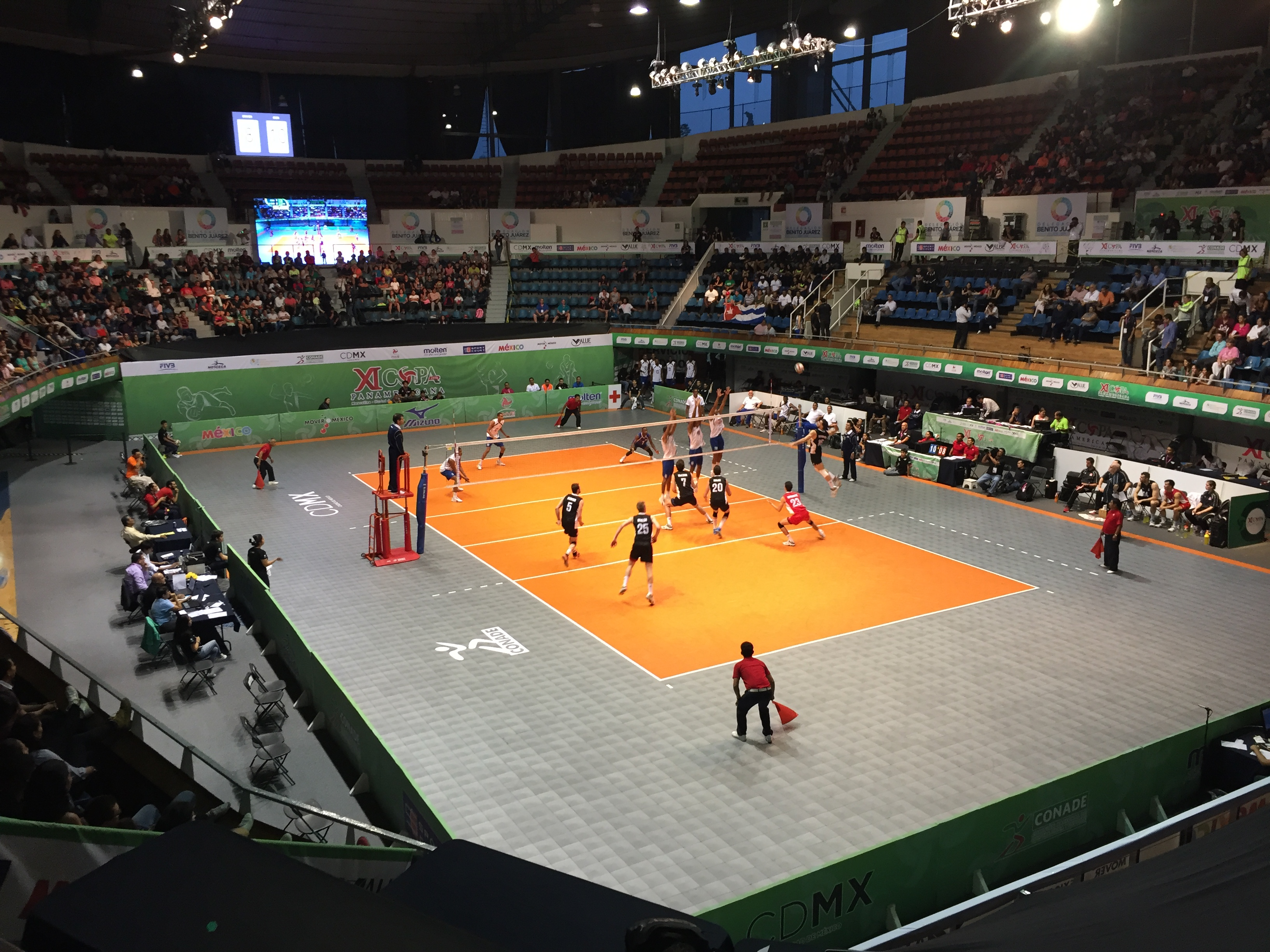
Juego Canadá vs Cuba de la XI Copa Panamericana de Voleibol Varonil

| Fecha    | Encuentro                             | Resultado | Set   | Set   | Set   | Set   | Set | Puntuación total | Tiempo | Reporte |
| Fecha    | Encuentro                             | Resultado | 1     | 2     | 3     | 4     | 5   | Puntuación total | Tiempo | Reporte |
| -------- | ------------------------------------- | --------- | ----- | ----- | ----- | ----- | --- | ---------------- | ------ | ------- |
| 21-05-16 | Estados Unidos - Chile                | 3-1       | 25:17 | 17:25 | 25:15 | 25:22 |     | 92-79            | 1:47   | P2 P3   |
| 22-05-16 | Chile - República Dominicana          | 1-3       | 20:25 | 25:18 | 24:26 | 23:25 |     | 92-94            | 1:46   | P2P3    |
| 23-05-16 | República Dominicana - Estados Unidos | 1-3       | 20:25 | 23:25 | 28:26 | 17:25 |     | 88-101           | 1:50   | P2P3    |

#### Clasificación
| Pos | Equipo               | PJ | PG | PP | SF | SC | Coc.  | PF  | PC  | Coc.  | PTS |
| --- | -------------------- | -- | -- | -- | -- | -- | ----- | --- | --- | ----- | --- |
| 1   | Estados Unidos       | 2  | 2  | 0  | 6  | 2  | 3.00  | 193 | 167 | 1.156 | 8   |
| 2   | República Dominicana | 2  | 1  | 1  | 4  | 4  | 1.00  | 94  | 92  | 0.943 | 5   |
| 3   | Chile                | 2  | 0  | 2  | 2  | 6  | 0.333 | 171 | 186 | 0.919 | 2   |

### Grupo B

#### Resultados
| Fecha    | Encuentro           | Resultado | Set   | Set   | Set   | Set   | Set   | Puntuación total | Tiempo | Reporte |
| Fecha    | Encuentro           | Resultado | 1     | 2     | 3     | 4     | 5     | Puntuación total | Tiempo | Reporte |
| -------- | ------------------- | --------- | ----- | ----- | ----- | ----- | ----- | ---------------- | ------ | ------- |
| 21-05-16 | Costa Rica - Canadá | 0-3       | 15:25 | 13:25 | 11:25 |       |       | 39-75            | 1:05   | P2P3    |
| 22-05-16 | Cuba - Costa Rica   | 3-0       | 25:11 | 25:16 | 25:18 |       |       | 75-45            | 1:04   | P2P3    |
| 23-05-16 | Canadá - Cuba       | 2-3       | 25:20 | 17:25 | 21:25 | 25:23 | 13:15 | 101:108          | 2:03   | P2P3    |

#### Clasificación
| Pos | Equipo     | PJ | PG | PP | SF | SC | Coc.  | PF  | PC  | Coc.  | PTS |
| --- | ---------- | -- | -- | -- | -- | -- | ----- | --- | --- | ----- | --- |
| 1   | Cuba       | 2  | 2  | 0  | 6  | 2  | 3.000 | 183 | 146 | 1.253 | 8   |
| 2   | Canadá     | 2  | 1  | 1  | 5  | 3  | 1.667 | 176 | 147 | 1.197 | 7   |
| 3   | Costa Rica | 2  | 0  | 2  | 0  | 6  | 0.000 | 84  | 150 | 0.560 | 0   |

### Grupo C

#### Resultados
| Fecha    | Encuentro            | Resultado | Set   | Set   | Set   | Set   | Set   | Puntuación total | Tiempo | Reporte |
| Fecha    | Encuentro            | Resultado | 1     | 2     | 3     | 4     | 5     | Puntuación total | Tiempo | Reporte |
| -------- | -------------------- | --------- | ----- | ----- | ----- | ----- | ----- | ---------------- | ------ | ------- |
| 21-05-16 | Argentina - Colombia | 3-0       | 25:16 | 25:20 | 25:22 |       |       | 75-58            | 1:09   | P2P3    |
| 21-05-16 | México - Honduras    | 3-0       | 25:17 | 25:15 | 25:22 |       |       | 75-54            | 1:16   | P2P3    |
| 22-05-16 | Honduras - Argentina | 0-3       | 10:25 | 19:25 | 16:25 |       |       | 45-75            | 1:03   | P2P3    |
| 22-05-16 | México - Colombia    | 3-2       | 32:30 | 25:20 | 25:27 | 23:25 | 15:13 | 120-115          | 2:12   | P2P3    |
| 23-05-16 | Colombia - Honduras  | 3-0       | 25:22 | 25:20 | 25:21 |       |       | 75-63            | 1:11   | P2P3    |
| 23-05-16 | México - Argentina   | 1-3       | 18:25 | 21:25 | 28:26 | 22:25 |       | 89:101           | 1:01   | P2P3    |

#### Clasificación
| Pos | Equipo    | PJ | PG | PP | SF | SC | Coc.  | PF  | PC  | Coc.  | PTS |
| --- | --------- | -- | -- | -- | -- | -- | ----- | --- | --- | ----- | --- |
| 1   | Argentina | 3  | 3  | 0  | 9  | 1  | 9.000 | 251 | 192 | 1.307 | 14  |
| 2   | México    | 3  | 2  | 1  | 7  | 5  | 3.000 | 284 | 270 | 1.052 | 9   |
| 3   | Colombia  | 3  | 1  | 2  | 5  | 6  | 0.833 | 248 | 258 | 0.961 | 7   |
| 4   | Honduras  | 3  | 0  | 3  | 0  | 9  | 0.000 | 162 | 225 | 0.720 | 0   |

### Cuadro finales (séptimo al 10.º lugar)
|  | Semifinales | Semifinales |   |            | Final        | Final |  |
|  |             |             |   |            |              |       |  |
|  |             |             |   |            |              |       |  |
|  | 24 de mayo  |             |   |            |              |       |  |
|  | Colombia    | 3           |   |            |              |       |  |
|  | Honduras    | 0           |   |            |              |       |  |
|  |             |             |   |            |              |       |  |
|  |             |             |   |            | 25 de mayo   |       |  |
|  |             |             |   |            | Colombia     | 0     |  |
|  |             | Chile       | 3 |            |              |       |  |
|  |             |             |   |            |              |       |  |
|  |             |             |   |            |              |       |  |
|  |             |             |   |            | Tercer lugar |       |  |
|  | 24 de mayo  | 24 de mayo  |   | 25 de mayo | 25 de mayo   |       |  |
|  | Chile       |             |   | Honduras   | 2            |       |  |
|  | Costa Rica  |             |   |            | Costa Rica   | 3     |  |

#### Resultados
| Fase                  | Fecha      | Encuentro             | Resultado | Set   | Set   | Set   | Set   | Set   | Puntuación total | Tiempo | Reporte |
| Fase                  | Fecha      | Encuentro             | Resultado | 1     | 2     | 3     | 4     | 5     | Puntuación total | Tiempo | Reporte |
| --------------------- | ---------- | --------------------- | --------- | ----- | ----- | ----- | ----- | ----- | ---------------- | ------ | ------- |
| Clasificación 7 al 10 | 24 de mayo | Colombia - Honduras   | 3-0       | 25:23 | 25:21 | 25:21 |       |       | 75:65            | 1:15   | P2P3    |
| Clasificación 7 al 10 | 24 de mayo | Chile - Costa Rica    | 3-0       | 25:15 | 25:18 | 25:23 |       |       | 75-56            | 1:12   | P2P3    |
| Clasificación 9 y 10  | 25 de mayo | Honduras - Costa Rica | 2-3       | 21-25 | 27-25 | 25-20 | 26.28 | 11-15 | 110-113          | 1:53   | P2P3    |
| Clasificación 7 y 8   | 25 de mayo | Colombia - Chile      | 0-3       | 19-25 | 19-25 | 22-25 |       |       | 60-75            | 1:16   | P2P3    |

### Cuadro finales (1.º al 4.º lugar)

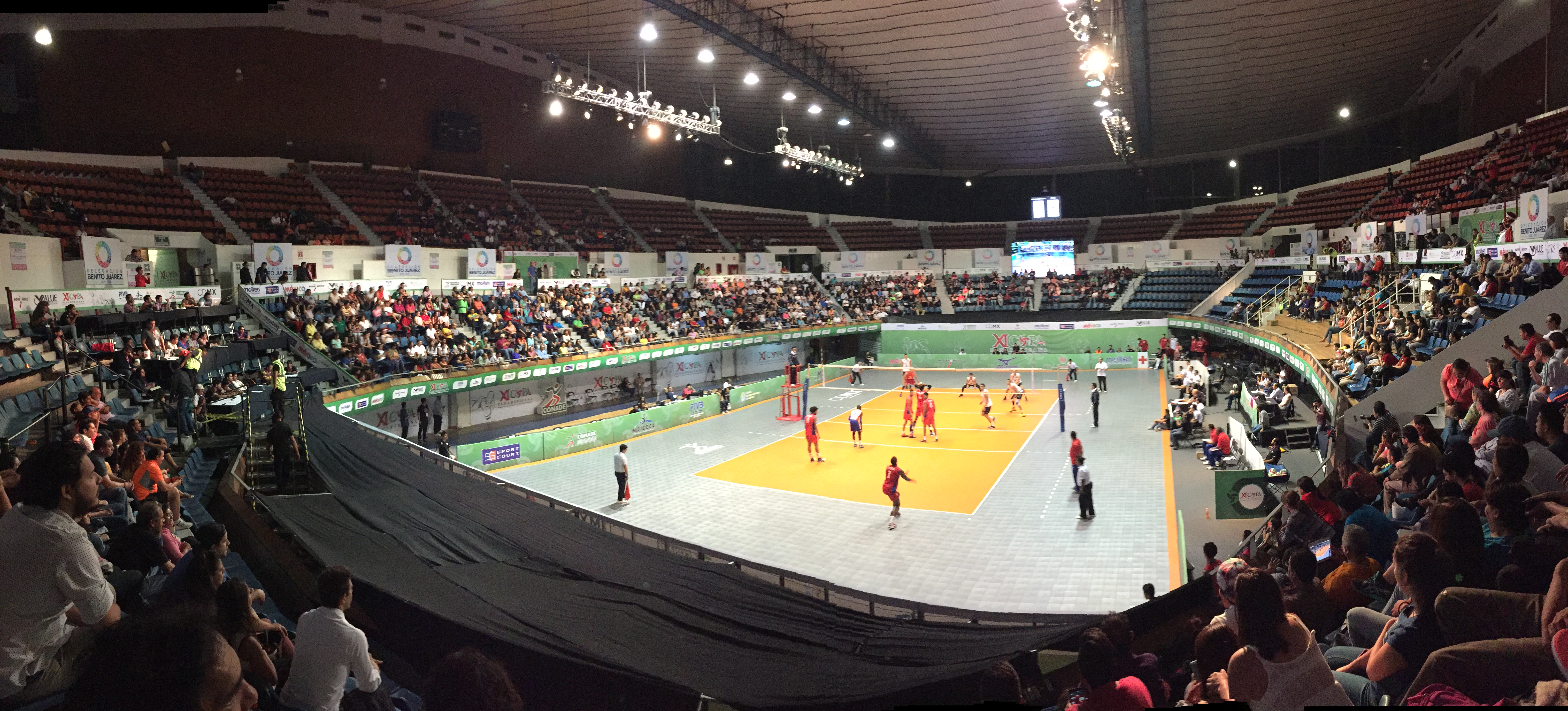
Juego México vs R.Dominicana de la XI Copa Panamericana de Voleibol Varonil (Cuartos de Final)

|  | Cuartos de final      | Cuartos de final |                        |                        | Semifinales | Semifinales |  |  | Final      | Final |
|  |                       |                  |                        |                        |             |             |  |  |            |       |
|  |                       |                  |                        |                        |             |             |  |  |            |       |
|  |                       |                  |                        |                        |             |             |  |  |            |       |
|  | Argentina             |                  |                        |                        |             |             |  |  |            |       |
|  | 25 de mayo            |                  |                        |                        |             |             |  |  |            |       |
|  | Clasifica 1ro en el C |                  |                        |                        |             |             |  |  |            |       |
|  | Argentina             | 3                |                        |                        |             |             |  |  |            |       |
|  | Argentina             | 3                | 24 de mayo             |                        |             |             |  |  |            |       |
|  |                       | Canadá           | 1                      |                        |             |             |  |  |            |       |
|  | Canadá                | Canadá           | 1                      | 3                      |             |             |  |  |            |       |
|  | Canadá                |                  | 26 de mayo             | 3                      |             |             |  |  |            |       |
|  | Estados Unidos        | 1                |                        |                        |             |             |  |  |            |       |
|  | Estados Unidos        | 1                | Argentina              | 2                      |             |             |  |  |            |       |
|  |                       |                  | Argentina              | 2                      |             |             |  |  |            |       |
|  |                       | Cuba             | 3                      |                        |             |             |  |  |            |       |
|  | Cuba                  | Cuba             | 3                      |                        |             |             |  |  |            |       |
|  | 25 de mayo            |                  |                        |                        |             |             |  |  |            |       |
|  | Clasifica 1ro en el B |                  |                        |                        |             |             |  |  |            |       |
|  | Cuba                  | 3                | Tercer y cuarto puesto | Tercer y cuarto puesto |             |             |  |  |            |       |
|  | Cuba                  | 3                | Tercer y cuarto puesto | Tercer y cuarto puesto | 24 de mayo  |             |  |  |            |       |
|  |                       | México           | 1                      |                        |             |             |  |  |            |       |
|  | México                | México           | 1                      | 3                      | México      | 0           |  |  |            |       |
|  | México                |                  |                        | 3                      | México      | 0           |  |  |            |       |
|  | República Dominicana  | 0                |                        | Canadá                 | 3           |             |  |  |            |       |
|  | República Dominicana  | 0                |                        |                        | 3           |             |  |  |            |       |
|  |                       |                  |                        |                        |             |             |  |  | 26 de mayo |       |
|  |                       |                  |                        |                        |             |             |  |  |            |       |

#### Resultados
| Fase                | Fecha      | Encuentro                             | Resultado | Set   | Set   | Set   | Set   | Set   | Puntuación total | Tiempo | Reporte |
| Fase                | Fecha      | Encuentro                             | Resultado | 1     | 2     | 3     | 4     | 5     | Puntuación total | Tiempo | Reporte |
| ------------------- | ---------- | ------------------------------------- | --------- | ----- | ----- | ----- | ----- | ----- | ---------------- | ------ | ------- |
| Cuartos de final    | 24 de mayo | Canadá - Estados Unidos               | 3-1       | 26:24 | 26:28 | 25:19 | 31:29 |       | 108:100          | 1:53   | P2P3    |
| Cuartos de final    | 24 de mayo | México - República Dominicana         | 3-0       | 25:22 | 25:19 | 28:26 |       |       | 78:67            | 1:22   | P2P3    |
| Semifinal           | 25 de mayo | Argentina - Canadá                    | 3-1       | 34-32 | 24-26 | 25-22 | 25-21 |       | 108-102          | 2:03   | P2P3    |
| Semifinal           | 25 de mayo | Cuba - México                         | 3-1       | 25-21 | 26-28 | 25-14 | 25.18 |       | 101-81           | 1:37   | P2P3    |
| Clasificación 5 y 6 | 26 de mayo | Estados Unidos - República Dominicana | 3-0       | 25:22 | 25:15 | 2514  |       |       | 75:51            | 1:17   | P2P3    |
| Tercer lugar        | 26 de mayo | México - Canadá                       | 0-3       | 20:25 | 20:25 | 27:29 |       |       | 67:79            | 1:17   | P2P3    |
| Final               | 26 de mayo | Argentina - Cuba                      | 2-3       | 32:30 | 25:20 | 23:25 | 18:25 | 17:19 | 115:119          | 2:11   | P2P3    |

## Campeón
| Cuba           |
| Campeón        |
| Cuba 2° título |

## Clasificación final
| Lugar | Equipo               |
| ----- | -------------------- |
| 1     | Cuba                 |
| 2     | Argentina            |
| 3     | Canadá               |
| 4     | México               |
| 5     | Estados Unidos       |
| 6     | República Dominicana |
| 7     | Chile                |
| 8     | Colombia             |
| 9     | Costa Rica           |
| 10    | Honduras             |